# میثم مطیعی
میثم مطیعی مداح ایرانی و مدرس دانشگاه امام صادق است. او از نوحه‌خوانان مراسم‌های بیت رهبری و در حضور سید علی خامنه‌ای، رهبر جمهوری اسلامی ایران، است. مطیعی در مداحی‌های خود به مسائل مرتبط با محور مقاومت و دیگر موضوعات سیاسی و اجتماعی نیز اشاره می‌کند.
مطیعی از شاگردان مجتبی تهرانی و فارغ‌التحصیل دکتری علوم قرآن و حدیث از دانشگاه امام صادق است. او به سبب خواندن شعری در مراسم قبل از نماز عید فطر سال ۱۳۹۶ تهران به امامت خامنه‌ای که در آن از برجام و مواضع دولت وقت حسن روحانی انتقاد کرد، مورد توجه قرار گرفت.

## آغاز کار
میثم مطیعی در تهران به دنیا آمد و در خانواده‌ای مذهبی بزرگ شد. پدر او از مبارزان انقلاب ۱۳۵۷ بود که در سال ۱۳۸۳ درگذشت و عمویش در جنگ ایران و عراق کشته شد. او سه فرزند پسر دارد.
مطیعی اولین کارهایش را از جلسات مذهبی مجتبی تهرانی آغاز کرده است. او از مؤسسان دفتر حفظ و نشر آثار مجتبی تهرانی است و اولین مدیر عامل این مؤسسه نیز بوده است. او در مصاحبه‌ای با تسنیم در بهمن ۱۳۹۱ اعلام کرد که به خاطر تعالیم استاد اخلاقش مجتبی تهرانی مدت‌ها از پذیرش پیشنهاد مداحی در صدا و سیما و مصاحبه با رسانه‌ها خودداری می‌کرده است.

## فعالیت‌ها و واکنش‌ها
پرداختن به مسائل روز جهان اسلام و محور مقاومت، رخدادهای سیاسی و اجتماعی پیرامون آن، و نیز «جنگ‌های صورت گرفته در عراق، سوریه، یمن و بحرین و پیوند زدن آن به حوادث کربلا» از موضوعات تقریباً ثابت در مداحی‌های میثم مطیعی است. این مداحی‌های او که بعضاً به زبان عربی خوانده شده در میان شیعیان عرب بازتاب قابل توجهی داشته است. به عنوان مثال مداحی «یا تکفیری صبرک صبرک» به دو زبان فارسی و عربی و علیه داعش خوانده شده، در میان شیعیان عرب محبوب یافته و بارها توسط مداحان عرب در عراق و سوریه و لبنان بازخوانی شده است.
او در یکی از کارهایش که در شب هشتم محرم ۱۳۹۵ با نام «صَبْرٌ و نَصر» به زبان عربی خوانده شد، به مداخله نظامی عربستان در یمن پرداخت و آل سعود را «دانش آموزان یهود» نامیده که لشکر «عمر بن سعد» هستند و وهابیت را نیز مانند «افعی» «خطرناک و خزنده» دانست. این مداحی موجب واکنش شبکه تلویزیونی العربیه شد.
مطیعی در مراسم تنفیذ حکم دومین دوره ریاست جمهوری حسن روحانی نیز حضور داشت.
در ۲۹ آبان ۱۳۹۶، مطیعی در مراسم کشته شدن علی بن موسی الرضا که در حرمش برگزار شد، شعری برای همدردی با مردم زلزله‌زده کرمانشاه خواند. در ۲۴ آبان نیز او از روستاهای زلزله‌زده سرپل ذهاب دیدن کرده‌بود.

### شعر انتقادی در مراسم نماز عید فطر ۱۳۹۶
میثم مطیعی در ۵ تیر ماه ۱۳۹۶، قبل از نماز عید فطر تهران، شعری خواند که به نظر می‌رسید مخاطبش حسن روحانی، رئیس‌جمهور و مسئولان دولت او باشند. او در پایان شعرش گفت که اگر اشعارش نقادانه بوده، سعی شده بود که محترمانه و منصفانه باشد. بخشهایی از این شعر با تشویق و شعار تکبیر و «مرگ بر منافق» حاضران در نماز عید فطر همراه شد. این اقدام با انتقاد و اعتراض رسانه‌های اصلاح طلب مواجه شد.
| ای نشسته صف اول نکنی خود را گم       |  | پی اقدام تو هستند هنوز این مردم     |
| چند روزی تو مقامی به امانت داری      |  | منصبت را نکند طعمه خود پنداری       |
| ما نه آنیم که آموخته غرب شویم        |  | پی هر وسوسه‌ای سوخته غرب شویم        |
| سیلی از کوخ نشین، کاخ‌نشین خواهد خورد |  | و زمین خوار سرانجام زمین خواهد خورد |

سید علی خامنه‌ای، رهبر جمهوری اسلامی در دیدار با دانشجوها قبلاً تصریح کرده بود که اگر «قرارگاه‌های فرهنگی» دچار اختلال شدند و اصلی را از فرعی تشخیص ندادند، دانشجوها آتش به اختیار هستند و می‌توانند مستقل عمل کنند. مطیعی در مراسم نماز عید فطر سال قبل نیز شعر خوانده بود.
رسانه‌های اصلاح‌طلب این شعر را توهین به رئیس‌جمهور خواندند. محمدمهدی سیار، از سرایندگان اشعار مطیعی، در این باره نوشت که برخلاف ادعای رسانه‌های «تندروی سیاسی»، در این شعر هیچ توهینی وجود نداشته است. او همچنین بیان کرد:
«بد نیست بدانید بلافاصله پس از اجرای شعر، یک عضو ارشد تیم مذاکره‌کنندهٔ هسته‌ای این شعر را «عالی» خوانده و یکی از فرماندهان ارشد نظامی برد این شعر را فراتر از موشک‌ها برآورد کرد
تلاش ما و مطیعی همواره این بوده که ضمن بیان نقدها و دردِ دل‌های مردم خطاب به مسئولان دولت و قوه قضاییه (در مباحثی همچون کار، حقوق کارگران، عدالت و مبارزه با فساد و زمین‌خواری) رویکردی خیرخواهانه و همدلانه نسبت به مسئولان کشور داشته باشیم.»
بنابر گفته سیار، مطیعی حتی برای رعایت حال حسن روحانی بیت «نور خورشید طلب، حاجت مهتابی نیست*که دوا در کف هر دکتر قلابی نیست!» را که ممکن بود شائبهٔ اشاره به بحث‌ها در مورد مدرک دکتری روحانی را ایجاد کند، از شعر حذف نمود.
یکی از رسانه‌های اصولگرا نوشت که در نگاه اهل بیت پیامبر اسلام، نصیحت‌پذیری حاکمان از مردم، از حقوق مردم است و عدم نصیحت‌پذیری مسئولان سبب فساد جامعه می‌شود؛ بنابراین مسئولان نباید این حق را از مردم سلب کنند. همچنین مثل دعبل خزاعی، شاعر محبوب علی بن موسی الرضا امام هشتم شیعیان، که حکام زمان خود را به‌طور جدی نقد می‌کرد، مداحان اهل بیت وظیفه دارند که مسئولان را نقد کنند.

در ۱۵ تیر ۱۳۹۶، میثم مطیعی، پیش از مداحی دیگری به نام «ای دوستان که در صف دوم نشسته‌اید» به جنجال‌ها بر سر شعر عید فطرش پاسخ داد. او توضیح داد که منظورش از مصرع «ای نشسته صف اول» مثل سال پیش، تمام مسئولان و نهادها بوده گرچه عده‌ای «سعی بلیغ» کردند که مخاطب این بیت را رئیس‌جمهور نشان دهند در حالی که رئیس‌جمهور نه پارسال و نه امسال هنگام قرائت اشعار او در مصلی حضور نداشت. او در شعر جدیدی گفت:
| ای دوستان که در صف دوم نشسته‌اید!   |  | وی دوستان که در صف سوم نشسته‌اید!   |
| دیگر نصیحت صف اول صلاح نیست!       |  | ای ناصحان که در دل مردم نشسته‌اید!  |
| گویند حرف عدل مگویید و مشنوید      |  | دندان نهید روی جگر خاصه روز عید    |
| آخر چه وقت دم زدن از عدل حیدر است؟ |  | نهج البلاغه بسته بماند وزین‌تر است! |

خامنه‌ای در مهر ۱۳۹۶ در دیداری با مطیعی از شعر او در مراسم عید فطر دفاع کرد و گفت «می‌دانم بعد از عید فطر خیلی شما را اذیت کردند و فشار آوردند، هم به شما و هم به شُعرا؛ اما مطلقاً اعتنا نکنید… مسئولان رده بالای دولتی آمدند پیش من و گفتند توهین شده؛ من گفتم خیر، هیچ اهانتی نبوده. خود بنده هم صف اوّلی هستم. صف اوّل یک نفر نیست که؛ ما هم مدعی بودیم و هم صف اوّلی.»

## تحصیلات
میثم مطیعی در سال ۱۳۸۹ در دوره دکتری دانشگاه امام صادق ورودی بهمن ماه پذیرفته شد. او در سال ۹۴ از پایان‌نامه دکتری تخصصی خود با عنوان «مبانی و راهکارهای قرآنی و روایی در رویارویی با اهانت به معصومان» به راهنمایی عباس مصلایی‌پور (دانشیار و عضو هیئت علمی دانشگاه امام صادق) دفاع کرد و با نمره عالی قبول شد. او در ماه‌های ابتدایی سال ۱۳۹۵ به عضویت هیئت علمی دانشکده الهیات، معارف اسلامی و ارشاد این دانشگاه درآمد.

## نظرات دربارهٔ او
میثم مطیعی تعدادی از مقاتل اهل بیت را از حفظ به عربی می‌خواند و به همین دلیل مورد توجه روحانیانی مانند سیدعلی خامنه‌ای قرار گرفته است. خامنه‌ای در جلسه‌ای ضمن تقدیر از سبک مداحی او گفت:
آن چیزی که ما از مداحی سراغ داریم، دقیقاً همین چیزی بود که ایشان امروز (اربعین۱۳۹۰) اجرا کرد. این از معجزات انقلاب است که یک دانشجوی دکتری، مداح اهل بیت است.
سعید حدادیان از مداحان شناخته‌شده نیز در مورد میثم مطیعی گفته است که یکی از صفات مداحان «با اخلاصِ» زمان جنگ، «نجیب‌خوانی» بوده است که این ویژگی را مطیعی دارد.
محمد مهدی سیار، که هم‌دانشگاهی و سرایندهٔ اشعار مطیعی است می‌گوید که مطیعی با مطالعات و جلسات مرتب و پیگیر با استادان و صاحبنظران فرهنگی و سیاسی و مذهبی بخش زیادی از ایده‌پردازی و همخوان‌کردن سبک و ریتم شعر و مداحی را خودش انجام می‌دهد. همچنین داشتن دکترای علوم قرآنی و تسلط کامل به زبان عربی و آشنایی با تاریخ حدیث و قرآن و اهل بیت به موفقیت او کمک می‌کند.

## آثار
- پژوهشی پیرامون علم رجال (۱۳۹۵)[۳۲]